# رون تومسون (سياسي)
رون تومسون (بالإنجليزية: Ron Thompson)‏ هو سياسي أمريكي، ولد في 6 نوفمبر 1966 في الولايات المتحدة. حزبياً، نشط في الحزب الديمقراطي.